# 独鈷寺
独鈷寺（とっこじ）は、福岡県糟屋郡新宮町立花口にある天台宗の寺院。山号は立華山。本尊は聖観音（しょうかんのん）。開基は最澄である。

## 歴史
伝承によれば、唐へ渡っていた最澄が帰国後最初に開基した寺院である。
延暦24年（805年）に唐から帰国し筑前国糟屋郡の華鶴浜（現在の福岡県古賀市花鶴ヶ浜）に到着した最澄は、国内での布教の拠点を構えるため唐から持ち帰った独鈷と鏡を投げた。すると独鈷と鏡は光を放ちながら南方へ飛んで行った。法具の行方を探っていた最澄は現地の猟師源四郎から「狩りの最中何かがすぐそばに天から落ちてきたので驚いて山を下りた」と聞き、その場所へ案内させた。すると投げた独鈷と鏡が二神山（立花山）麓の大石に乗っていたので、最澄はここが求める地であると考え寺院を建立した。また最澄は源四郎に天台山より持ち帰った法火などを分け与え、彼は横大路家の祖となった。
『筑前国続風土記』によれば江戸時代には36坊あったというが、現在は独鈷寺のみが残っている。

## 現地情報
所在地
- 福岡県糟屋郡新宮町立花口1098

交通アクセス
- JR九州鹿児島本線福工大前駅下車、コミニティーバス・サンライズ線立花小学校前下車

周辺
- 立花山